# Hermann Staudinger

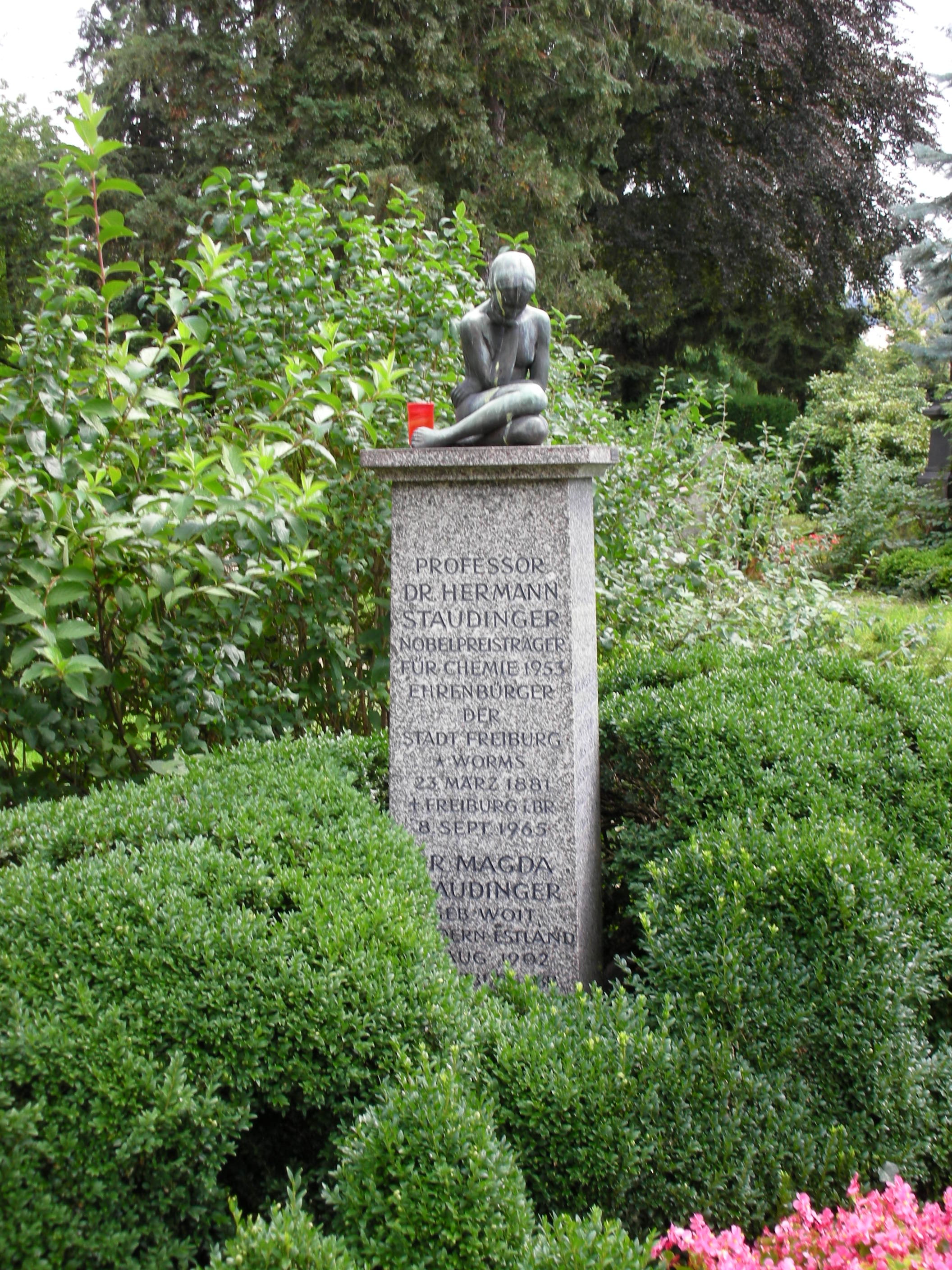
Hrob Hermanna Staudingera
ve Freiburgu (Hauptfriedhof)

Hermann Staudinger (23. března 1881, Worms, Německo – 8. září 1965 Freiburg im Breisgau) byl německý chemik a učitel, nositel Nobelovy ceny.
Objevil chemickou reakci pojmenovanou jako Staudingerova reakce. Později, v roce 1953, obdržel Nobelovu cenu za chemii za charakteristiku polymerů.

## Život
Hermann Staudinger se narodil v roce 1881 v německém Wormsu. Po získání doktorského titulu Ph.D. na Universitě Hallea v roce 1903 přijal místo asistenta na Universitě ve Štrasburku. Objevil molekulu pojmenovanou keten, která je důležitým prostředníkem antibiotik jako jsou penicilin a amoxicillin. V roce 1907 působil na Technické Universitě Karlsruhe. Podařilo se mu například izolovat syntetické ochucovadlo kávy. V roce 1912 působil ve švýcarském Federálním institutu technologií v Curychu. Do této doby (1919) patří jeho největší objev učiněný s kolegou Meyerem. Reakce je označována jako Staudingerova reakce.
Zabýval se výzkumem pryže a učinil překvapivý závěr o struktuře, o krátkých opakováních molekulových jednotek propojených homopolárními vazbami, jakoby řetízky papírových svorek. Tím se vyvracela teorie koloidů zastávaná prominentními chemiky Emilem Fischerem a Heinrichem Wielandem. Po roce 1930 se však Staudingerova hypotéza plně potvrdila. Staudinger došel k závěrům, že síla a pružnost přírodních vláken je závislá výlučně na jejich makromolekulární struktuře, na jejich dlouhé, do tvaru niti zformované molekuly. Staudinger obdržel v roce 1953 Nobelovu cenu za objevy v oblasti makromolekulární chemie.